# Casa Joaquím Sadurní
La Casa Joaquím Sadurní és una obra de Vilanova i la Geltrú (Garraf) protegida com a Bé Cultural d'Interès Local.

## Descripció
Es tracta d'un habitatge entre mitgeres originalment destinat a habitatge unifamiliar i actualment utilitzat com a habitatge plurifamiliar.
L'edifici té crugia única composta de planta baixa i tres pisos sota coberta plana accessible de la qual sobresurten les golfes centrals i una torratxa mirador coronada per una barana de balustres i gerros ornamentals ceràmics. Escala central precedida d'un vestíbul cobert amb voltes d'aresta.
Les parets de càrrega de paredat comú i totxo. Els forjats són de bigues de fusta i revoltó ceràmic. L'escala és de maó de pla a la catalana.
La façana és de composició simètrica composta amb un únic portal adovellat d'arc rebaixat a la planta baixa, un balcó corregut de dos portals amb llinda i una fornícula al mig del primer pis i dos balcons a cada una de les plantes restants, d'obertura i volada de llosa decreixent. El coronament és amb barana de balustres ceràmics i metxons d'obra.